# 5702 Morando
5702 Morando (1931 FC) là một tiểu hành tinh vành đai chính được phát hiện ngày 16 tháng 3 năm 1931 bởi M. Wolf ở Heidelberg.